# Louis Catoir
Pour l’article ayant un titre homophone, voir Louis Catoire.
Louis Catoir, nom d'artiste de Johann Ludwig Catoir (né le 8 avril 1792 à Offenheim, mort le 26 mai 1841 à Mayence) est un peintre allemand.

## Biographie
Catoir vit comme peintre paysagiste à Mayence où il a pour maîtres Gustav Jacob Canton, Karl Ludwig Seeger et Friedrich Simmler (de).
Catoir est présent à des expositions d'art à Berlin, Magdebourg, Halle, Karlsruhe et Strasbourg. Son fils, Theodor Catoir (1823-1889), est également peintre et dessinateur et fonde vers 1862, avec Georg Friedrich Büchel à Mayence, un atelier de lithographie.